# 瑪麗·帕克·傅麗特
瑪麗·帕克·傅麗特（英語：Mary Parker Follett，1868年9月3日—1933年12月18日），是出身麻薩諸塞州的社會工作者、管理顧問、哲學家。她是組織理論和組織行為領域的先驅之一。
與當時其他研究者不同的是，她相對不強調工業和機械組件，而是提倡且專注於人為因素，將人視為任何企業中最有價值的商品。她是最早積極撰寫和探索人們在有效管理中的作用的理論家之一，並討論了學習處理和促進積極人際關係的重要性，並將其作為工業部門的一個基本方面。

## 生平概略
1868年，Mary Parker Follett 出生於麻薩諸塞州昆西一個富有的貴格會家庭；她的家庭稍後由父母、她和一個弟弟組成。她的父親是 Charles Allen Follett，他（當時）在當地一家製鞋工廠擔任機械師；他是英格蘭及蘇格蘭裔美國人的後代。她的母親是 Elizabeth Curtis (婚前姓 Baxter) Follett；她是威爾士裔美國人的後代。
稍後，她就讀於大學預科學校 Thayer Academy（位於麻薩諸塞州布雷恩垂），同時將她大部分的空閒時間用於照顧患有殘疾的母親。1885年9月，她加入了安娜·艾略特·蒂克諾（英語原名：Anna Eliot Ticknor）創辦的「鼓勵在家學習協會」（英語：Society to Encourage Studies at Home，美國最初的函授及遠距自學機構之一）。
1890年至1891年，她就讀於劍橋大學（位於英國）；後來，她轉入位於麻薩諸塞州劍橋的Society for the Collegiate Instruction of Women（拉德克利夫學院前身）繼續學習。 在接下來的六年裡，她不定期前往學校，最終於1898年以優異成績畢業。她的畢業論文《眾議院議長》（英語原名：The Speaker of the House of Representatives）於1896年發表。
在接下來的三十年裡，她發表了許多作品。她是第一批受邀在倫敦經濟學院演講的女性之一，在那裡她就當前管理問題發表演講。她還因被美國總統西奧多·羅斯福 (Theodore Roosevelt) 聘為管理非營利、非政府和志願組織的私人顧問，而在管理領域脫穎而出。

## 職業生涯與影響
她將管理定義為“透過人來完成事情的藝術”。 從1900年到1908年，她最早的職業職位之一是她在波士頓羅克斯伯里社區擔任社會工作者。在此期間，她與羅克斯伯里社區的互動使她意識到社區空間作為聚會和社交場所的重要性。
“新國家：團體組織人民政府的解決方案”（英語：The New State: Group Organization The Solution Of Popular Government）是她於1918年出版的第二部作品，從一份報告演變為她第二部出版的作品。該出版物將繼續為她最重要的理論奠定基礎理論，並成為她職業生涯的主要關注中心。
透過參加當地的娛樂、教育和倡導團體，她發展出其參與式民主理想和作為“整合”的社會理想。觀察人群活動使她相信，一個人的身份邊界是有漏洞的，受到周圍社會的影響，而社會又受到其中人身份的影響。因此，根據她的說法，自我和社會處於一個循環中，在這個循環中，他們不斷地幫助創造彼此。

### 組織理論
作為管理理論家，她率先解析許多等級組織（英語：hierarchical organizations，或譯分層組織）內的橫向流程（對於它們的認識，直接導致矩陣式組織的形成，其中第一個是1920年代的杜邦），以及組織內部非正式流程的重要性，還有“專業權威”（英語：authority of expertise）的概念，這確實有助於修改與她同時代的馬克斯·韋伯（Max Weber）開發的權威類型學，後者將權威分為三個不同的類別：理性-法律、傳統和魅力。
她認識到社區的整體性，並在理解個人與他人關係的動態方面提出了“互惠關係”的概念。她提倡所謂“整合”原則，或基於使用她的“權力與”而不是“權力之上”概念的非強制性權力分享。 該些概念為動態管理學派之先驅。
她為雙贏理念做出了巨大貢獻，在她與團體的工作中創造了這個詞。她處理衝突的方法是將其視為一種多樣性機制和製定綜合解決方案的機會，而不是簡單地妥協。 她也是建立社區中心的先驅。

### 寫作
她的獨特背景常常使她對介於傳統觀點之間的重大問題採取立場。 在“新國家：團體組織人民政府的解決方案”（英語：The New State: Group Organization The Solution Of Popular Government）中，她對社會變革的立場是：
「認為社會進步取決於勞動人民的任何事情，這是錯誤的：有人說他們應該得到更多的物質財富，一切都會好起來的； 有些人認為他們應該接受更多的“教育”，世界就會得到拯救。 認為我們需要的是資產階級向“無私”的轉變，同樣是錯誤的。」（原文："It is a mistake to think that social progress is to depend upon anything happening to the working people: some say that they are to be given more material goods and all will be well; some think they are to be given more "education" and the world will be saved. It is equally a mistake to think that what we need is the conversion to "unselfishness" of the capitalist class."）
同樣，她對勞工運動的立場如下：
「為某人工作或支付某人的工資都不應該賦予你對他們的權力。」（原文："Neither working for someone nor paying someone's wages ought to give you power over them."）

## 知名著作
她撰寫許多關於民主、人際關係、政治哲學、心理學、組織行為和衝突解決的書籍、文章和演講稿，一些重要的論述後來被麥卡福、尤偉克合編成《動態的行政》（Dynamic Administration）一書，是少數注意行政心理因素的先驅學者。
- The Speaker of the House of Representatives（1896）
- 新國家（1915）
- 創造性的經驗（英語原名：Creative Experience）（1924）
- 工業組織（英語原名：Dynamic Administration: The Collected Papers of Mary Parker Follett）（1942）（演講和短文集，遺作出版）